# Клюєв Андрій Петрович
Андрі́й Петро́вич Клю́єв (нар. 12 серпня 1964, Донецьк) — український проросійський політик та бізнесмен. Колишній глава Адміністрації Президента України (призначений на посаду 24 січня 2014 року, 25 лютого того ж року подав у відставку).
2011 посідав сьоме місце у рейтингу «Найвпливовіші люди України» журналу «Кореспондент». Його брат, Сергій Клюєв, також політик і бізнесмен. У 2006 р. експерти оцінили спільні активи братів Клюєвих у $144 млн. У червні 2009-го брати Клюєви зайняли сорок восьме місце в рейтингу Кореспондента, список «Топ 50 найбагатших українців з передбачуваним багатством» у розмірі $227 млн.

## Освіта
Закінчив гірничий факультет Донецького політехнічного інституту (нині — Донецький національний технічний університет) за фахом автоматизація та комплексна механізація розробки родовищ корисних копалин. Кандидат технічних наук.

## Трудова біографія
1983 — підземний гірничий робітник шахти ім. А. Засядька.
1984 — учень гірноробітника очисного забою шахти ім. М. Горького.
Після інституту працював заступником начальника, начальником дільниці шахтного транспорту шахти «Білоріченська» ВО «Ворошиловградвугілля», був аспірантом та працівником Донецького політехнічного інституту. Очолював низку підприємств вугільного машинобудування.
1994 — заступник голови Донецької обласної ради з виконавчої роботи.
Листопад 1995 — квітень 1996 — заступник голови з питань розвитку ринкових відносин, приватизації, реформування економіки та праці, вугільної промисловості Донецької облдержадміністрації.
1996 — перший заступник голови Донецького міськвиконкому.
1998 — заступник голови з питань політико-правової роботи, заступник голови з питань розвитку територій та зовнішньоекономічних зв'язків, виробництва товарів народного споживання Донецької облдержадміністрації.

## Політика
На І етапі IV з'їзду Партії регіонів 14 грудня 2001 року обраний першим заступником голови Партії.
З квітня 2002 року — народний депутат України, член фракції «Регіони України», голова Комітету з питань паливно-енергетичного комплексу, ядерної політики та ядерної безпеки.

На V з'їзді Партії регіонів 19 квітня 2003 року обраний секретарем політради партії. Гавриш ділиться (2012):
|  | Пам'ятаю, що в 2004-2005 рр., коли я був представником Віктора Федоровича у Верховному Суді, Клюєв був досить витриманим і останнім залишав корабель, який до того часу вже потонув. |

І далі: 
|  | Клюєв був одним з найбільш активних акціонерів групи «старих донецьких». Разом з Азаровим вони могли тримати серйозну лінію оборони в Кабміні, і зрозуміло, що Клюєв має серйозні позиції в середовищі «старих донецьких», яких достатньо на різних майданчиках. Але, очевидно, що ця команда вже не володіє необхідною дієздатністю для підготовки наступних виборів. Що послужило причиною звільнення — загадка. Наскільки мені відомо, обидва фігуранти ротації дізналися про своє звільнення за кілька годин до указу. |

Там же: 
|  | Клюєв — це дуже давній і вірний помічник Віктора Федоровича, який був нерозлучний з ним. |

У 2003—2005 — віцепрем'єр-міністр України з питань паливно-енергетичного комплексу.
У квітні 2006 року вдруге обраний народним депутатом за списком Партії регіонів. А після створення парламентської коаліції у складі ПР, СПУ і КПУ 4 серпня цього ж року знову був призначений на посаду віцепрем'єр-міністра з ПЕК.
За підсумками позачергових парламентських виборів 2007 року втретє отримав мандат нардепа від Партії регіонів.
У березні 2010 року призначений Першим віце-прем'єр-міністром в уряді Миколи Азарова. 9 грудня 2010 в результаті оголошеної адмінреформи став Першим віце-прем'єр-міністром — Міністром економічного розвитку і торгівлі України.
14 лютого 2012 року указами президента України Януковича звільнений з посади Першого віце-прем'єр-міністра України — Міністра економічного розвитку і торгівлі України та призначений Секретарем РНБО.
24 січня 2014 призначений Главою Адміністрації Президента України.

Важливою є думка Гавриша (2012) щодо становища Радбезу напередодні призначення Клюєва: 
|  | У Радбезі було ліквідовано два дуже великих інституту, які створювалися ціле десятиліття. А адже фахівці у сфері глобальних прогнозів не можуть бути мобілізовані з якогось іншого місця - це не полковники СБУ або зовнішньої розвідки. Ліквідація цих інститутів на початку 2011-го року [тодішній Секретар — Богатирьова] відразу показала, що уряд взяв курс на створення єдиного центру управління країною - Адміністрації Президента. |

### Робота в обласних та міських органах влади
З 1994 року Клюєв — заступник голови Донецької облради Володимира Щербаня з виконавчої роботи, в 1995—1996 роках заступник голови Донецької облдержадміністрації з питань розвитку ринкових відносин, приватизації, реформування економіки та праці, вугільної промисловості. 1996 обраний депутатом міськради Донецька і першим замом Донецького міського голови Володимира Рибака.

### Перший віце-прем'єр-міністр (2010)
11 березня 2010 року Верховна Рада України призначила Андрія Клюєва першим віце-прем'єр-міністром. На цій посаді Клюєв відповідав за весь реальний сектор економіки за винятком АПК.

#### Економічні погляди та дії
Клюєв послідовно відстоює ідеї, пов'язані з активною промисловою політикою, важливістю створення привабливого бізнес-клімату для прискорення економічного розвитку. Систему своїх економічних поглядів він виклав у серії статей. У 2009 році як основу економічної політики Клюєв запропонував «стимулювання інвестиційної активності всіма можливими засобами». Серед основних інструментів назвав спрощення регуляторних процедур, стимулювання кредитування реального сектора, залучення іноземних інвестицій, зниження податків і державні інвестиції у підтримку існуючих і створення нових галузей, що дають конкурентну продукцію високого переділу.
Вже 2010 вступивши на посаду першого віце-прем'єра він продовжив: «Створення умов для інвестицій в реальний сектор економіки — одне з ключових завдань уряду». Ще одним довгостроковим завданням назвав зміну структури економіки України у бік високотехнологічних галузей. Частина ідей про зменшення податкового тиску була реалізована у новому Податковому кодексі. З початку 2012 року ставка податку на прибуток підприємств була знижена до 21 %, з 2013 року вона склала 19 %, а з початку 2014 повинна була знижуватися до 16 %. Ставка ПДВ повинна була зменшитися з початку 2014 з 20 % до 17 %. Якщо раніше кількість платежів з податків і зборів в Україні становила 135, то після прийняття Податкового кодексу їх залишилося 24. Серед важливих середньострокових завдань Клюєв також назвав судову реформу, протидію корупції та детінізацію економіки.
Клюєв послідовно відстоював політику імпортозаміщення, що відбилося на ухваленні Кабміном програми розвитку внутрішнього виробництва.
Вдалося зупинити зростання держборгів. У 2008—2009 року держборг був збільшений з 71,3 млрд грн. до 230 млрд — у 3,2 рази. При цьому приріст в основному складався з вкрай невигідних запозичень на короткі терміни і під дуже високі відсотки. І якщо у 2010 році рівень держборгу досяг 29,9 %, то вже у 2011 році він був скорочений до 27,4 % від ВВП країни
. У тому числі і завдяки участі Клюєва до Податкового кодексу було внесено безліч поправок, зокрема, щодо спрощення роботи на «єдиному податку».

### Перший віце-прем'єр-міністр— Міністр економічного розвитку і торгівлі (2010—2012)

#### Зовнішньополітична діяльність
З 2010 по 2013 роки Україна ухвалила 86 законів та інших нормативних актів, що стосуються європейської інтеграції. Андрій Клюєв разом з єврокомісаром Штефаном Фюле визначали кроки необхідні для євроінтеграції, і раз на квартал зустрічалися у Брюсселі для обговорення. У грудні 2013 Клюєв стверджував, що всі кроки фактично виконані.

### Секретар Ради національної безпеки і оборони України (2012—2014)
З 14 лютого 2012 секретар РНБО. Зі вступом на посаду Клюєв оголосив, що президент України поставив завдання повернути Радбезу роль головного центру підготовки державних рішень у сфері національної безпеки і намагався підвищити якість роботи РНБО.

### Глава адміністрації Президента України
24 січня 2014 звільнений з посади секретаря РНБО України і призначений Януковичем главою Адміністрації Президента України. На новій посаді Клюєв декларував намагання досягнути мирного вирішення політичного протистояння — виключно за столом переговорів і не раз заявляв про це. Для знаходження компромісу і підписання угоди між Януковичем та представниками опозиції за участю міністрів закордонних справ трьох європейських країн Клюєв провів тиждень в майже цілодобових переговорах. 21 лютого після підписання в інтерв'ю журналістам він сказав, що кілька діб взагалі не спав. Анатолій Гриценко в свою чергу розкритикував участь Клюєва в переговорах. Згідно повідомлень ЗМІ з джерел в АП початкова згода Банкової йти на переговори була викликана бажанням затягнути час і перегрупувати сили і Клюєв займався саме цим.
Клюєв стверджував, що в основі трагічної загибелі людей на вулицях Києва лежить провокація. За його словами, тільки в Україні заспокоювалася ситуація, «багаття вже ледве жевріло, хтось раптом виливав каністру бензину, і відразу знову починалося протистояння, знову починалися заворушення і загибель людей»..
23 лютого 2014 подав заяву про відставку. В інтерв'ю УНІАН висловив упевненість, що слідство розбереться з усіма обставинами трагедії, що сталася, а винні понесуть покарання.
25 лютого 2014 стало відомо, що Андрій Клюєв отримав вогнепальне поранення в ногу і знаходиться в одній з лікарень Києва. За словами його прес-секретаря Артема Петренка, Клюєв зустрівся з Януковичем в Криму 23 лютого для того, щоб особисто передати свою заяву; на зворотному шляху в Київ за інформацією УНІАН на нього було скоєно напад, під час якого Клюєв отримав серйозне поранення в ногу, автомобіль Клюєва забрали невідомі За іншими даними Клюєва поранили під час нападу на його дім.

### Роль у Євромайдані
У своєму розслідуванні, опублікованому на Українській правді, провідні українські політичні журналісти Сергій Лещенко та Мустафа Найєм заявили, що саме на Андрієві Клюєві лежить відповідальність за кривавий розгін Євромайдану 30 листопада 2013 року. Зокрема, у статті зазначається: «Джерела розповідають, що до зачистки Майдану почали готуватися ще на початку минулого тижня — Клюєв разом із своїм першим заступником Володимиром Сівковичем відбирали загони „Беркуту“, якому буде доручено брудну роботу.»
13 грудня 2013 року на допиті у Генпрокуратурі голова КМДА Олександр Попов заявив: розгін мітингу на Майдані 29 листопада стався після того, як секретар РНБО Андрій Клюєв зажадав встановити ялинку. Попов повідомив слідству, що 29 листопада вранці йому зателефонував секретар РНБО Андрій Клюєв і поцікавився ступенем готовності ялинки, яку мали встановити на Майдані Незалежності. Попов повідомив йому, що все йде за планом. Клюєв зажадав встановити ялинку сьогодні ж та повідомив Попову, що всі подальші вказівки йому дасть заступник секретаря РНБО Володимир Сівкович.
В кінці січня 2014 року глава адміністрації Президента України Андрій Клюєв зустрічався з Юлією Тимошенко в Харківській колонії, де вони обговорювали шляхи виходу з політичної кризи, але сторони не змогли ні про що домовитись.
18 лютого, коли Беркут і невідомі в формі на Інститутській та прилеглих до майдану вулицях вже розстріляли понад 20 майданівців, за словами Турчинова, у відповідь на питання Турчинова по телефону: «ми домовилися про припинення вогню, а ви, замість цього, почали активну фазу наступу», Андрій Клюєв відповів: «ну, так що ж, це — війна, на війні всі засоби хороші».
25 лютого 2014 з'явилася інформація, що Андрій Клюєв подав у відставку з посади голови Адміністрації Президента.
26 лютого 2014 в.о. генпрокурора Олег Махніцький заявив, що ГПУ поновила провадження відносно осіб, причетних до побиття студентів у ніч на 30 листопада на столичному Майдані Незалежності, і що «готується повідомлення про підозру Клюєву, Сівковичу, Попову, начальнику УМВС у Києві Коряку, його заступнику Федчуку»
Андрія Клюєва розшукують за підозрою у причетності до скоєння масових вбивств. На офіційному сайті Міністерства внутрішніх справ України у розділі «Розшук» з'явилось його фото і особисті дані. Дані Клюєва опублікували у розділі «Особи, які переховуються від органів державної влади». Екс-глава АП зник 28 лютого 2014 року.

### Вибори 2019 року
23 червня 2019 року Центральна виборча комісія відмовилася реєструвати Андрія Клюєва у зв'язку з тим, що він не проживав на території України протягом останніх 5 років, з 2014 року.
2 липня 2019 року ЦВК України зареєструвала блогера Клюєва і проросійського відеоблогера Анатолія Шарія кандидатами у депутати Ради. Того ж дня на Майдані Незалежності в Києві зібралася чисельна акція протесту. Люди протестували проти реєстрації кандидатами в народні депутати Шарія і Андрія Клюєва. Зокрема, на майдані звучали вигуки: «Ми втомились від лайна!». Присутні тримали плакати з написами «Терпіти більше не можна!», «Портнов, твій суд вже скоро!», «Реваншуйте нахуй!».
3 липня Клюєву ще раз відмовили в реєстрації як кандидата на парламентські вибори — СБУ заявила, що Клюєв покинув межі України у 2014 році.

## Блокування рахунків

Країни, де Клюєв під санкціями

28 лютого 2014 уряди Австрії й Швейцарії оголосили про арешт його активів з метою запобігання ризику незаконного привласнення фінансових активів української держави.
5 березня Рада Європейського Союзу ухвалила блокування коштів відстороненого Верховною Радою з посади Президента України Віктора Януковича, його синів Олександра і Віктора, екс-прем'єра Миколи Азарова і його сина Олексія, братів Андрія і Сергія Клюєвих, екс-генпрокурора Віктора Пшонки та його сина Артема, бізнесмена Сергія Курченка — загалом 17 осіб з числа колишніх урядовців та наближених до екс-президента Януковича, які підозрюються в незаконному використанні бюджетних коштів.
У червні 2024 року Канада ввела економічні санкції проти соратників Януковича, зокрема, проти братів Клюєвих.

## Кримінальне розслідування
28 квітня міністр МВС України Арсен Аваков заявив, що Клюєва оголошено у міжнародний розшук.
21 червня 2016 року співробітники ГПУ провели обшуки в будинках Андрія Клюєва і колишнього заступника секретаря Ради національної безпеки і оборони Володимира Сівковича. 6 липня 2016 року генпрокурор Луценко у Facebook оприлюднив фото результатів обшуків вдома у Клюєва.
28 січня 2017 року Печерський районний суд Києва відмовився дозволити ГПУ почати спеціальне (заочне) розслідування проти Андрія Клюєва і повернув клопотання як таке що не відповідає нормам Кримінального процесуального кодексу.
3 травня 2017 року начальник українського бюро Інтерполу Василь Неволя повідомив, що Інтерпол зняв з міжнародного розшуку Клюєва. На початку січня 2020 ВАКС заочно заарештував Клюєва. 2022 року президент Зеленський позбавив Клюєва українського громадянства.
16 березня 2025 року ВАКС розпочав розгляд по суті справи проти колишнього першого віце-прем’єр-міністра Андрія Клюєва, якого обвинувачують у розтраті майже 200 млн грн бюджетних коштів.

## Переховування
На початку квітня 2014 року ЗМІ написали, що Клюєва, який знаходиться в міжнародному розшуку, в кінці березня бачили спершу у його матері, що живе в Донецьку, а потім у Артемівську, де він із Олександром Януковичем володіє заводом. Андрій Клюєв, проводив бесіди з лідерами локальних організацій етнічних росіян і пропонував звільненим заводським робітникам гроші, якщо ті приєднаються до протестів сепаратистів і стануть чергувати на блокпостах, організованих, щоб ускладнити пересування української армії та підготовку до потенційного вторгнення російських військових.
Відомо, що Клюєв перебуває у Росії, живе у Москві на Рубльовці. У 2023 р. потрапив у московську лікарню у важкому стані.

## Відзнаки
- Орден «За заслуги» III (травень 1999), II ступенів (серпень 2004).
- Почесна грамота Верховної Ради України (жовтень 2005).

## Інше
Автор 6 наукових праць, 8 винаходів.[джерело?] Володіє англійською мовою.

## Власність
- концерн «Укрпідшипник»
- фірма GBM Handels- und Vertretungs GmbH. Адреса: Wipplingerstraße, 35, 1010 Wien, Österreich
- разом з братом Сергієм володіє холдінгом Slav AG (напрямки: промисловість, торгівля, фінанси, нерухомість)[74], який є 100%-дочірнім підприємством корпорації «Укрпідшипник».[75] (адреса: Відень, там же ↑)
- Activ Solar (там само)

## Сім'я
- дружина — Жанна Клюєва, заст. гендиректора корпорації «Укрпідшипник»
- сини: Кирило, Сергій